# Senetnay

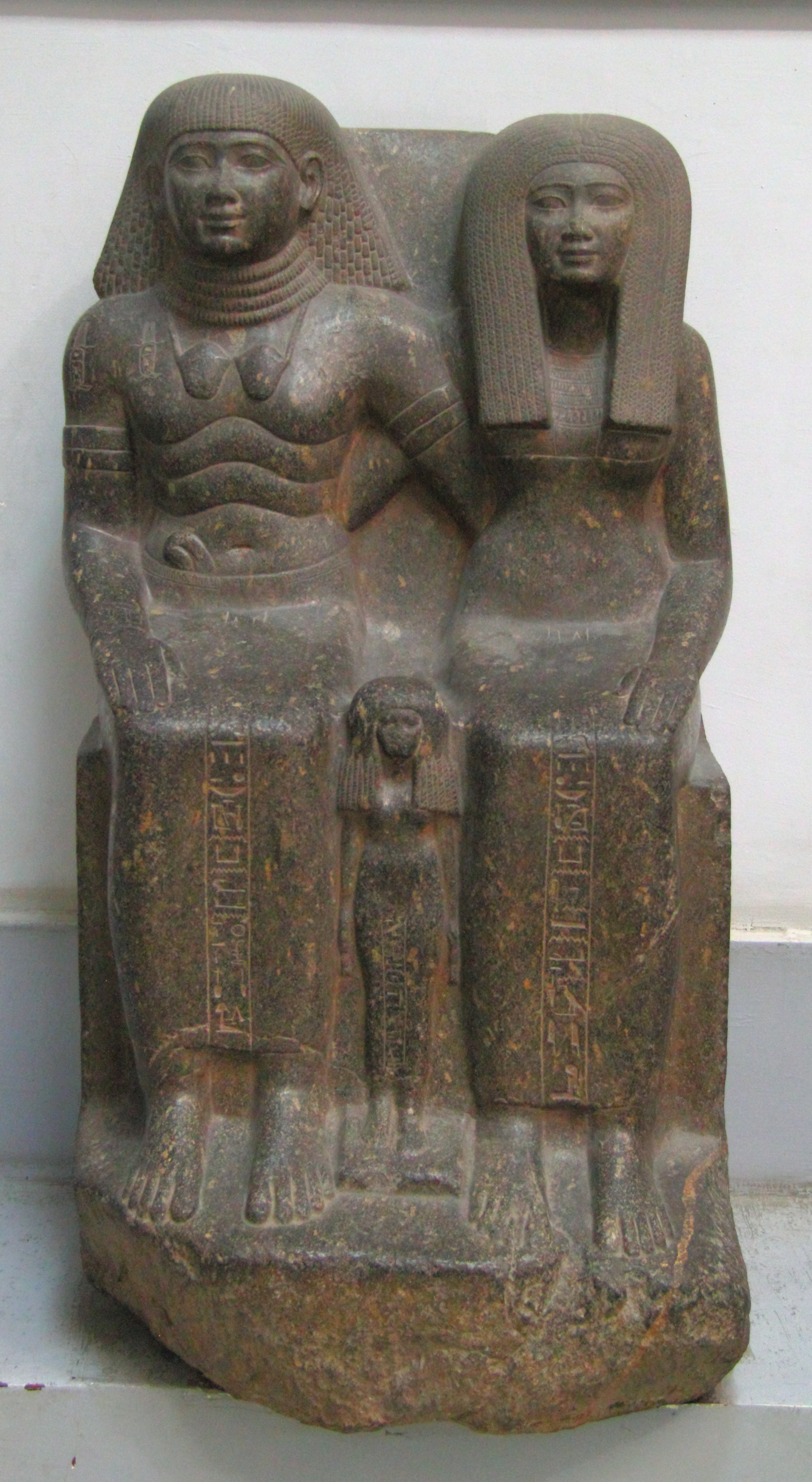
Sennefer und Senetnay

Senetnay war die Amme von Pharao Amenophis II. und die Frau des Sennefer, des Bürgermeisters von Theben. Sie lebte zur Zeit des Neuen Reiches in der 18. Dynastie.

## Allgemeines
Senetnay war eine königliche Amme des zukünftigen Pharaos Amenophis II. Aufgrund dieser Tatsache gewährte man ihr eine Bestattung innerhalb der königlichen Nekropole, dem Tal der Könige, ein Recht, das zuvor bereits Hatschepsuts Amme Sitre-In eingeräumt worden war. Senetnay war mit Sennefer verheiratet, der unter der Regierung ihres einstigen Zöglings als Bürgermeister von Theben und „Vorsteher der Scheunen des Amun“ Karriere machte. In Sennefers Grab (TT96) werden verschiedene Namen für seine Frau verwendet: Neben Senetnay werden dort auch die Namen Sentnefert, Senetmi, Senetemiah und Meryt genannt. Vermutlich handelt es sich bei den überlieferten Frauennamen lediglich um eine oder zwei Personen. Sehr wahrscheinlich handelt es sich bei den mit Senet (ägyptisch: Schwester) gebildeten Namensformen um verschiedene Kosenamen der Senetnay. Da Meryt nur in der bemalten Grabkammer selbst genannt wird, könnte es sich bei ihr um eine zweite Frau den Sennefer gehandelt haben. Als Senetnays Mutter wird im Grab eine Frau namens Biy erwähnt. Sennefer und Senetnay hatten zwei Töchter namens Mutnofret und Nefertari. Die erste trug den seltenen Titel einer „Milchschwester des Herrn der Beiden Länder“, die zweite war eine Sängerin des Amun.

## Historische Belege
Von Sennefer und seiner Frau existiert im Tempel von Karnak eine Statue, die Amenophis II. für sie errichten ließ. Hierbei handelt es sich um eine Auszeichnung für Sennefers Leistungen während der Herrschaft des Pharaos.
Im bekannten Weinlaubengrab des Sennefer TT96, befinden sich Abbildungen von ihm und seiner Frau. Unter anderem wird gezeigt, dass Diener dem Paar Lebensmittel bringen. In einer zweiten Abbildung werden Sennefer und seine Frau sitzend vor einem Tisch voller Opfergaben dargestellt. Das Paar war zuvor durch heiliges Wasser gereinigt worden.
Eine weitere Darstellung in der Grabanlage zeigt Sennefer. Vor ihm steht seine Frau, die ihm eine Lotosblüte opfert. Außerdem existieren weitere Abbildungen, die das Paar beim Opfern zeigen.
Sennefer und Senetnay erscheinen auch als Festgäste im Grab des Wesirs Amenemopet TT29.
2016 wurde in der Schweizer Sammlung Collection Jacques-Edouard Berger im Musée de Design et d`Art in Lausanne von Rainer Hannig der untere Teil einer Statuette der Senetnay wiederentdeckt. Es handelt sich um eine äußerst seltene weibliche Erzieherstatue, bei der Senetnay mit einem Königskind (höchstwahrscheinlich der spätere Amenophis II) auf dem Schoß rundplastisch abgebildet wurde.

## Grab
Senetnays Grab befindet sich mit großer Wahrscheinlichkeit in der Grabanlage TT96, das zahlreiche Abbildungen von ihr und ihrem Mann aufweist. Gleichzeitig fand Howard Carter in der Anlage KV42 Gegenstände, die eindeutig Senetnay zugeordnet werden konnten. Eine Kopie der Grabkammer des Sennefer befindet sich im Roemer- und Pelizaeus-Museum Hildesheim.